# Picapauzinho-de-pescoço-branco
Picapauzinho-de-pescoço-branco (nome científico: Picumnus spilogaster) é uma espécie de ave pertencente à família dos picídeos.  Pode ser encontrada no Brasil, Guiana Francesa, Guiana, Suriname e Venezuela.

## Subespécies
São reconhecidas três subespécies:
- Picumnus spilogaster orinocensis (Zimmer & Phelps, 1950) - centro da Venezuela (sudeste de Apure até Delta Amacuro).
- Picumnus spilogaster spilogaster (Sundevall, 1866) - norte das Guianas e norte do Brasil (Roraima).
- Picumnus spilogaster pallidus (Snethlage, 1924) - arredores de Belém, no Pará.